# Mouvement culturel berbère
Pour les articles homonymes, voir MCB.
Le Mouvement culturel berbère, MCB en abrégé, est une organisation de masse née en Kabylie et qui a milité dès 1980 pour la reconnaissance officielle de l'identité amazigh (berbère) avec toutes ses dimensions en Algérie.

## Histoire du mouvement

### Émergence
Le MCB naît au tournant des années 1970 et 1980, dans un contexte de revendication de l'identité amazighe. Le mouvement se forme notamment en réaction à la décision du gouvernement de renforcer l'enseignement en arabe à l'école à partir de décembre 1979.
Le 20 avril 1980 éclatent les manifestations du Printemps Amazigh (berbère). Le Centre Universitaire de Tizi-Ouzou (C.U.T.O.) baptisé plus tard U.M.M.T.O. (Université Mouloud Mammeri de Tizi Ouzou) est ébranlé par des événements graves. Les étudiants qui protestaient contre l'annulation par le wali de Tizi Ouzou d'une conférence sur la poésie kabyle ancienne, que devait donner Mouloud Mammeri, sont délogés avec violence par les forces militaires combinées. Plusieurs étudiants sont blessés et d'autres arrêtés. Vingt-quatre personnes sont déférées devant le tribunal militaire et sont incarcérées dans les prisons de Berouaguia près de Médéa et Lambèze (Tazoult) dans l’Aurès puis libérés au mois de juin grâce à la pression populaire.

### Proclamation du Mouvement Culturel Berbère
À la suite de la nouvelle dynamique créée après l'interdiction de la conférence de Mouloud Mammeri le 10 mars 1980 et l'excellente mobilisation autour des revendications de l'université, un nouveau sigle apparait sur l'échiquier politique, à savoir le Mouvement Culturel Berbère (MCB). Un mouvement qui se veut fédérateur de toutes les énergies de militance pour la promotion de la langue et de la culture Amazigh, de l'Arabe populaire darja et du respect des libertés démocratiques. À cette époque-là, on ne peut parler d'un mouvement structuré, mais d'une « mouvance ». La clandestinité oblige et les divergences politiques au sein de cette mouvance ont empêché toute tentative de structuration, malgré l'élargissement de son influence dans la société, notamment chez les jeunes. Les clivages politiques entre les acteurs du mouvement se sont accentués lors du premier séminaire du MCB dans le village de Yakouren dans la wilaya de Tizi-Ouzou, du 1er au 30 août 1980. Une situation qui demeure ainsi jusqu'à l'avènement du pluralisme politique après les événements d'octobre 1988.

### Tentative d'étouffement du mouvement
Les gouvernants algériens ont essayé de réduire le mouvement et de le discréditer, en affirmant que « le berbère est une création coloniale » ou que « le berbère n’est pas une langue parce qu’il n’a pas de grammaire, parce qu’il n’a pas d’écriture ». Toutefois, le mouvement s'est maintenu en Kabylie.

### Résistance à l'arabisation
Le FLN, parti au pouvoir, décide d'intensifier les efforts en matière d'arabisation dans les années 1980 ; selon le chercheur Chérif Sini, le MCB « devient en quelques années le symbole mobilisateur opposé à l’arabisation⁣ ». Chaque année, la Kabylie commémore « la violation des franchises universitaires par les forces de l’ordre le 20 avril 1980 », et suit une grève à l'appel du MCB ; des manifestations sont organisées au cours desquelles des Kabyles revendiquent le droit de défendre la dimension berbère de l'Algérie et clament leur attachement à la liberté d'expression.

### Adhérents
- Arezki Abboute
- Saïd Saadi
- Ali Brahimi
- Ferhat Mehenni
- Arezki Ait Larbi
- Mâamar Berdou[6]

## Résultats
En 1996, le terme "amazigh" a été mentionné pour la première fois depuis l'indépendance dans la Constitution algérienne, dans le contexte de la définition de l'identité algérienne.

« Le 1er Novembre 1954 aura été un des sommets de son destin. Aboutissement d'une longue résistance aux agressions menées contre sa culture, ses valeurs et les composantes fondamentales de son identité que sont l'Islam, l'Arabité et l'Amazighité, dont l'Etat œuvre constamment à la promotion et au développement de chacune d'entre elles, le 1er Novembre aura solidement ancré les luttes présentes dans le passé glorieux de la Nation. »JORADP N°76 du 8 décembre 1996

La création du Haut commissariat chargé de la réhabilitation de l’amazighité (HCA) et de la promotion de la langue amazigh, par le Décret 147-95 du 27 mai 1995, pendant la période du président Liamine Zeroual.

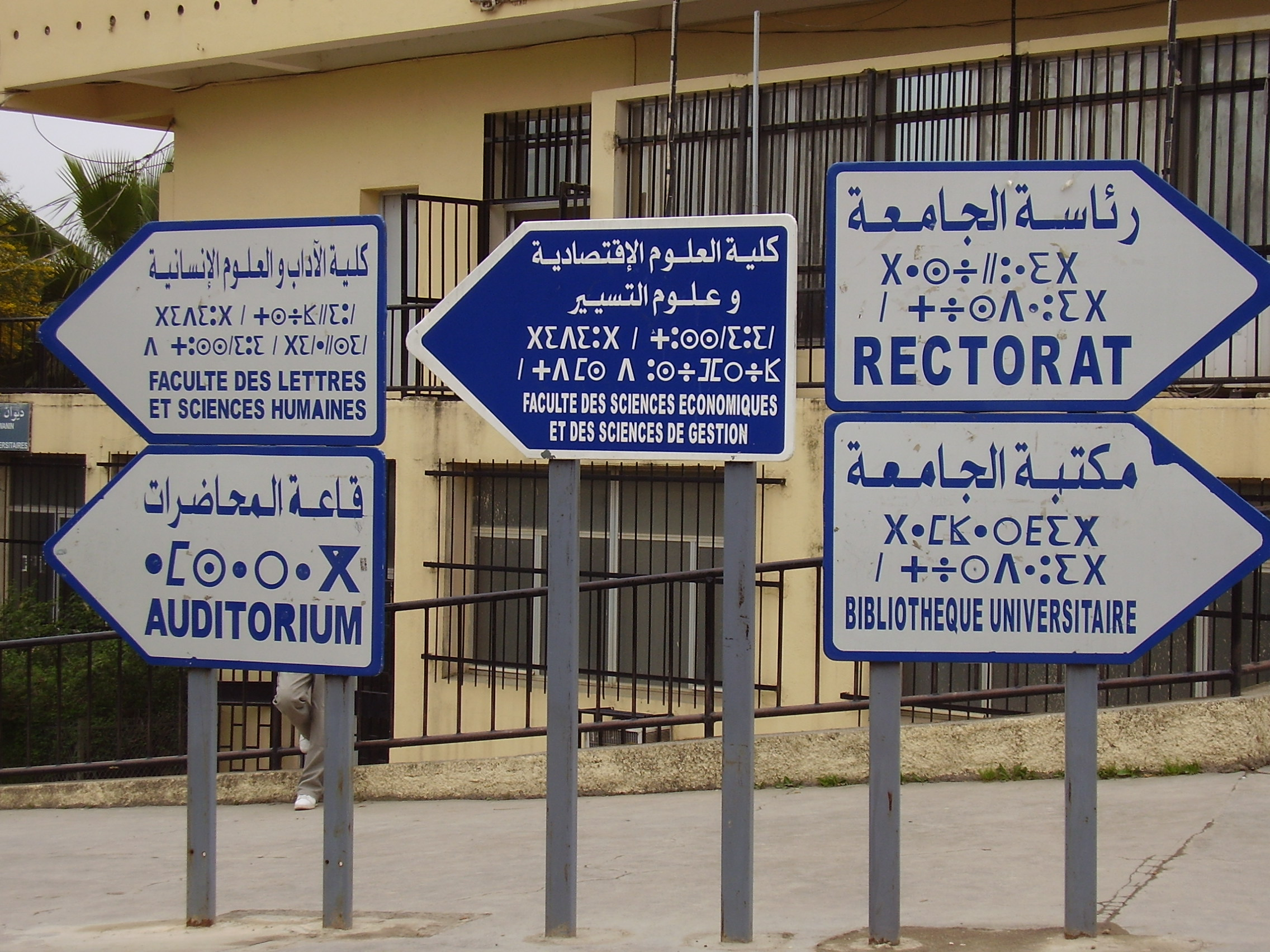
Signalisation trilingue à la faculté de Tizi-Ouzou (Algérie) transcrit en arabe, en berbère (tifinagh), et en français.

Le tamazight est enseigné dans les établissements scolaires, primaires, collèges et lycées de la région de Kabylie, et même évaluée lors de l'épreuve dédiée du baccalauréat.
Lorsqu'Abdelaziz Bouteflika est arrivé au pouvoir en 1999, il a introduit des réformes qui n'avaient jamais été réalisées auparavant. En 2002, la langue tamazight a été reconnue en tant que langue nationale à la suite de l'amendement de la Constitution, puis elle est devenue une langue officielle à la suite d'une autre révision constitutionnelle en 2016. En 1999, le Festival du film Amazigh a été créé pour promouvoir le cinéma algérien en langue amazigh et encourager la création artistique dans cette même langue.
La création de la chaine étatique TV4 (Amazigh) en 2009.
En 2017, Bouteflika a annoncé sa décision de faire de Yennayer une journée chômée et payée à partir du 12 janvier de chaque année,. La même année, un Centre de recherche en langue et culture amazighe est créé.
La plupart des panneaux de signalisation sont désormais rédigés en trois langues principales (arabe, tamazight et français) et parfois en anglais.